# 2002년 FIFA 월드컵
2002년 FIFA 월드컵(영어: 2002 FIFA World Cup, 일본어: 2002 FIFAワールドカップ)은 17번째 FIFA 월드컵 대회로, 2002년 5월 31일에서 6월 30일까지 대한민국과 일본에서 열렸다.
최초로 아시아에서 열린 FIFA 월드컵 대회로 골든골 제도가 시행된 마지막 FIFA 월드컵이자 전 대회 우승국 자동 출전권이 적용된 마지막 FIFA 월드컵이기도 하다. 또한 이 대회는 역사상 최초로 두 개 이상의 나라에서 공동으로 개최된 FIFA 월드컵이기도 하다. 브라질은 결승전에서 독일을 2 – 0으로 이기고 대회 역대 최다인 5번째 우승을 차지했다. 이 대회 우승으로 브라질은 FIFA 월드컵 우승국 자격으로 2005년 FIFA 컨페더레이션스컵 참가 자격을 얻었으며, 이도 또한 해당 대회의 5번째 출전 대회이다. 튀르키예는 대한민국과의 3위 결정전 경기에서 3-2로 승리해 이 대회를 3위로 마감하였다. 에콰도르, 세네갈, 슬로베니아, 중국이 이 대회를 통해 월드컵에 처음으로 모습을 나타냈으며, 튀르키예는 1954년 이후 48년만에 본선에 모습을 드러냈다.
충격적인 결과와 이변이 속출한 대회로 전 대회 우승팀 프랑스가 승점 1점을 얻는데 그치고 무득점으로 조별 리그에 탈락하였고, 또다른 우승 후보인 아르헨티나 역시 조별 리그에서 살아남지 못했다. 또한 튀르키예가 깜짝 3위를 기록하였고, 공동 개최국 대한민국은 포르투갈, 이탈리아, 그리고 스페인을 차례로 무너뜨리고 준결승전까지 진출하였다. 또다른 대이변으로는 세네갈이 개막전에서 프랑스를, 16강전에서 스웨덴을 제압하고 8강에 오른 것으로 여기서 튀르키예에게 아쉽게 제동이 걸렸다. 물론, 이 대회에서 가장 강력한 모습을 보인 국가는 브라질로, 이 대회에서 5번째로 FIFA 월드컵을 우승한 최초의 국가가 되었다.
공식 슬로건은 '새 천년, 새 만남, 새 출발'(New Millenium, New Encounter, New Start)로 하였다.

## 개최지 선정
1991년 6월 일본에서 2002 월드컵 유치위원회를 발족하였고,1994년 한국은 월드컵 유치위원회를 조직했다,1995년 2월에 멕시코 사퇴.
대한민국과 일본이 1996년 5월 31일, FIFA에 의해 개최국으로 선정되었다. 본래 대한민국, 일본, 그리고 멕시코가 셋이서 따로 경합했었다. 그러나, 두 아시아 국가들이 최종 결정이 나기 전에 협력할 것을 합의하였고, 양국은 멕시코를 제치고 만장일치로 개최국이 되었다. 이 대회는 복수의 국가에서 개최하는 최초의 FIFA 월드컵이다.
결정이 내려지던 시점까지 일본은 단 한번도 FIFA 월드컵 본선에 출전하지 못하였다. (일본은 개최국 선정 이후인 1998년에서야 본선에 처음으로 진출하였다.) FIFA 월드컵 개최국들 대회 유치 전까지 한번도 출전하지 못한 국가는 1934년의 이탈리아와 2022년의 카타르 뿐이다. (우루과이는 1930년 초대 FIFA 월드컵을 개최함에 따라 그 전 대회가 없었으며, 이들은 1928년 하계 올림픽에서 금메달을 획득했었다.)
이 과정에서 되려 남아메리카가 당사국들인 대한민국과 일본보다 더 노골적으로 한쪽 국가를 지지하면서 분위기가 매우 과열되었다.
- 대한민국 지지: 아르헨티나, 우루과이, 페루, 볼리비아
- 일본 지지: 브라질, 칠레, 파라과이, 에콰도르

이례적인 개최국 선정은 대부분 시차가 거의 없는 국가들에서 주로 축구를 하던 유럽에는 화젯거리였다. 경기는 유럽 기준으로 아침 시간에 열렸고, 일부 학교와 기업들은 경기일에는 늦게 문을 열거나 근무 시간 초에 사내 응원을 했다.

## 지역 예선
총 199개국이 2002년 FIFA 월드컵 본선행을 놓고 경합하였고, 1999년 12월 7일, 도쿄에서 예선 추첨식이 거행되었다. 전 대회 우승국 프랑스와 공동 개최국 대한민국과 일본은 자동 출전권을 획득함에 따라 예선전에서 빠졌다. 이 대회는 전 대회 우승팀(디펜딩 챔피언)이 자동 출전권을 얻은 마지막 FIFA 월드컵이다.
UEFA (유럽) 에 배당된 진출권 수는 14장이며, CAF (아프리카)에는 5장, CONMEBOL (남아메리카)에는 4장, AFC (아시아) 에 2장, 그리고 CONCACAF (북중미 및 카리브해) 에 3장이 배당되었다. 남은 두장은 AFC-UEFA, CONMEBOL-OFC (오세아니아) 대륙간 플레이오프를 통해 결정되었다. 4개국(중국, 에콰도르, 세네갈, 그리고 슬로베니아)이 본선에 처음으로 모습을 드러내었다. 2022년 기준으로 이 대회는 튀르키예, 중국, 아일랜드가 밟은 마지막 FIFA 월드컵 본선 무대이다.
튀르키예는 1954년 이후 48년 만에 본선 무대에 등장하였고, 폴란드와 포르투갈은 1986년 이후 16년만이었다. 1998년 대회에서 준결승에 진출한 네덜란드는 본선진출에 실패하였으며, 대한민국은 비유럽, 비아메리카 최초로 5대회 연속 본선 진출의 위업을 달성하였다.
FIFA 월드컵을 우승한 전적이 있는 7개국(우루과이, 이탈리아, 독일, 브라질, 잉글랜드, 아르헨티나, 그리고 프랑스) 모두가 본선 진출에 성공하였고, 이들이 모두 출전한 대회는 이 대회가 1986년(당시 프랑스는 아직 대회 우승을 거둔 적이 없었다.) 대회 이후로는 최초이다.

### 본선 진출국 목록
다음은 본선에 진출한 32개국과 각국의 2002년 5월 15일 기준의 FIFA 랭킹이다.
| AFC (4) - 대한민국 (40) (개최국) - 일본 (32) (개최국) - 사우디아라비아 (34) - 중화인민공화국 (50) CAF (5) - 나이지리아 (27) - 남아프리카 공화국 (37) - 세네갈 (42) - 카메룬 (17) - 튀니지 (31) OFC (0) - 모두 탈락 | CONCACAF (3) - 멕시코 (7) - 미국 (13) - 코스타리카 (29) CONMEBOL (5) - 브라질 (2) - 아르헨티나 (3) - 에콰도르 (36) - 우루과이 (24) - 파라과이 (18) | UEFA (15) - 덴마크 (20) - 독일 (11) - 러시아 (28) - 벨기에 (23) - 스웨덴 (19) - 스페인 (8) - 슬로베니아 (25) - 아일랜드 (15) - 이탈리아 (6) - 잉글랜드 (12) - 크로아티아 (21) - 튀르키예 (22) - 포르투갈 (5) - 폴란드 (38) - 프랑스 (1) (1998년 FIFA 월드컵 우승국) |  |

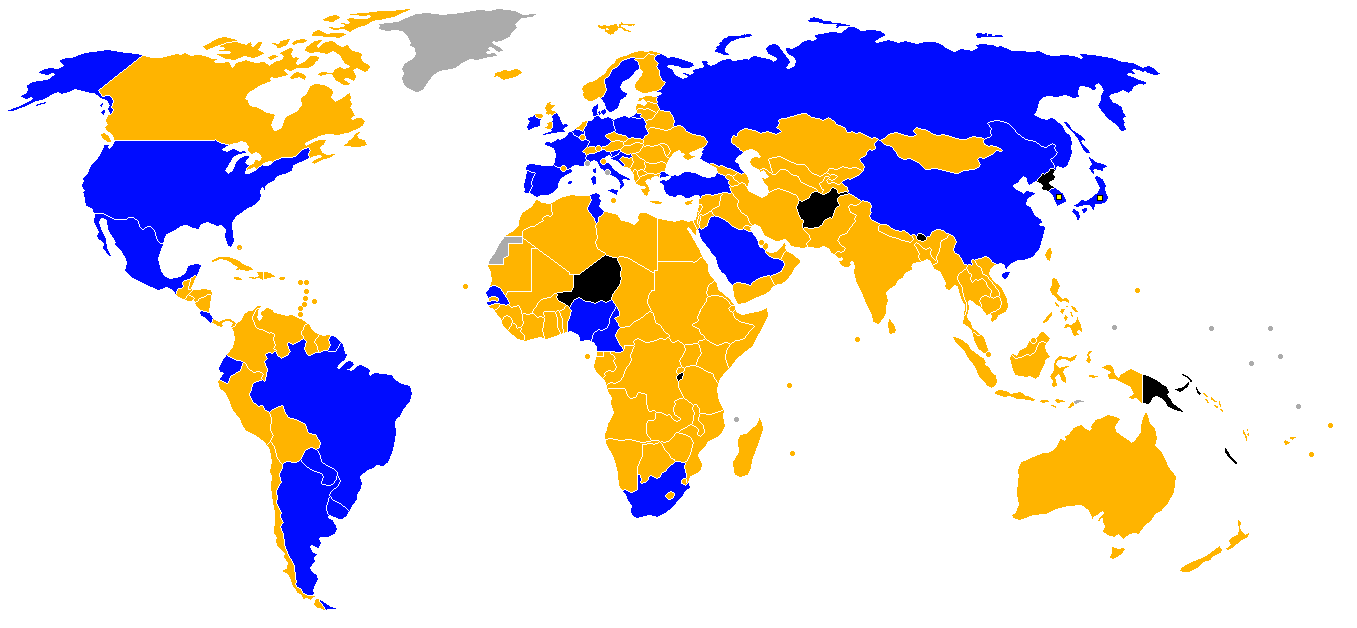
본선 진출국
탈락국
불참국
FIFA 비회원국

## 시드 배정
2002년 대회에서 시드를 받을 팀이 2001년 11월 28일에 결정되었다. 시드를 받은 국가는 A포트에 들어갔다. B포트에는 시드 배정을 받지 못한 11개의 유럽 국가들이 들어갔다. C포트에는 시드 배정을 못 받은 CONMEBOL과 AFC 소속 국가들이 편성되었다. D포트는 시드 배정을 받지 못한 CONCACAF와 CAF 소속 국가들이 들어갔다. 이 대회는 A조 톱시드로 전 대회 우승팀을 배정한 마지막 FIFA 월드컵 대회이다. 이 자리는 2006년 대회부터 개최국에게 고정적으로 배정되었다. 추첨 방식은 다음과 같다.
- A포트에 속한 팀은 전 대회 우승국인 프랑스는 A조, 공동 개최국인 대한민국과 일본은 각각 D조와 H조에 배정되며, 나머지 팀은 무작위로 추첨한다. 단, 톱 시드를 받은 남아메리카 팀인 브라질, 아르헨티나는 대한민국과 일본 양쪽에 분산 배치된다.
- B포트에 속한 팀은 각 조에 한 팀씩 배정된다. 이 과정에서 남은 3개 팀은 한 조에 3개 이상의 유럽 팀이 들어가는 것을 방지하기 위한 차원에서 비유럽 톱 시드 팀인 대한민국, 일본, 브라질, 아르헨티나가 속한 4개 조들 중에서 3개 조에 배정된다.
- C포트에 속한 팀은 B그룹 중 3개국이 배정되지 않은 조에 배정하며, 같은 대륙에 속한 팀이 있는 조로 배정할 수 없다. 중국은 인접성과 흥행을 고려해 대한민국에서 경기를 치르고, 이에 따라 사우디아라비아는 자연적으로 일본에서 경기를 치르게 된다.
- D포트에 속한 팀은 각 조에 어떠한 제약 조건도 없이 무작위로 배정한다. 단 같은 대륙에 속한 팀이 대한민국이나 일본에 편중되는 것을 막기 위해 최소 2개의 아프리카 팀과 1개의 북아메리카 팀이 대한민국이나 일본에서 경기를 치를 수 있도록 배정한다.

2001년 12월 1일, 부산의 벡스코에서 조추첨식이 열렸고, 각국의 일정이 최종 결정되었다. 아르헨티나, 나이지리아, 잉글랜드, 그리고 스웨덴이 들어간 F조가 죽음의 조라는 평가가 나왔다.
| A포트 | B포트 | C포트                                                              | D포트                                                                                    |
| --- | --- | ------------------------------------------------------------------ | ---------------------------------------------------------------------------------------- |
| - 대한민국 (공동 개최국) - 일본 (공동 개최국) - 프랑스 (1998년 우승국) - 독일 - 브라질 - 스페인 - 아르헨티나 - 이탈리아 | - 덴마크 - 러시아 - 벨기에 - 스웨덴 - 슬로베니아 - 아일랜드 - 잉글랜드 - 크로아티아 - 튀르키예 - 포르투갈 - 폴란드 | - 사우디아라비아 - 에콰도르 - 우루과이 - 중화인민공화국 - 파라과이 | - 나이지리아 - 남아프리카 공화국 - 멕시코 - 미국 - 세네갈 - 카메룬 - 코스타리카 - 튀니지 |

### 순위 규정
복수의 국가가 승점에서 동률을 이룰 경우 다음 순서에 따라 조별 리그 순위가 결정되었다:

1. 조별 리그 3경기에서의 골득실차
2. 조별 리그 3경기에서의 득점 횟수
3. 위 조건에서도 모두 동률인 경우, 동률인 팀들만 묶어서 재고려되었고, 다음 순서로 결정되었다:
  1. 동률인 팀들간의 경기에서 획득한 승점
  2. 동률인 팀들간의 골득실차
  3. 동률인 팀들간의 득점 횟수

4. 위의 조건이 모두 동률인 경우 FIFA의 추첨에 의해 최종 순위가 결정되었다.

기존의 대회 본선 규정에서, 순위 규정은 다른 형식으로 결정되었는데, 상대 전적이 골득실차보다 우선이었다. 규정은 대회를 앞두고 다음과 같이 변경되었으나, 기존의 규정 또한 FIFA와 UEFA의 웹사이트 등에 확인할 수 있어서, 올바른 규정을 찾는데에 있어서 혼선을 빚었다.

## 조별 리그
A조는 전 대회 우승팀 프랑스가 세네갈, 우루과이, 그리고 덴마크와 경합하였다. 이번 FIFA 월드컵은 부상당한 지네딘 지단을 제외시킨 프랑스가 대회 새내기인 세네갈을 상대로 한 대한민국 서울에서의 개막전에 세네갈한테 0 – 1로 패배하였다. 다음날 울산에서 열린 덴마크와 우루과이의 경기에서는 욘 달 토마손이 2골을 넣어 자국에 2 – 1 첫승을 안겨다 주었다. A조 두번째 경기에서 프랑스는 부산에서 지긋지긋한 적수 우루과이와 대적하였고, 티에리 앙리를 이 경기에서 퇴장으로 잃은 불운을 겪은 끝에 0 – 0으로 비겼으며, 대구에서는 덴마크와 세네갈이 1골씩 주고받아 비겼다. 덴마크는 이후에 인천에서 프랑스를 2 – 0으로 격파하고 전 대회 우승팀을 일찍 돌려보냈다. 전 대회 우승팀은 무득점으로 탈락하면서 FIFA 월드컵 전대회 우승팀들 중 최악의 성적을 냈다. (우루과이는 1934년에 불참을 선언했다.) 수원에서 열린 다른 A조 최종전 경기에서는 세네갈이 우루과이를 상대로 3 – 0으로 앞서나가다가 내리 3골을 실점해 3-3으로 추격당하기까지 했지만 남아메리카인들이 전세를 역전시키고 대회 생존에 필요한 4번째 득점에 실패하면서 조2위를 사수하여 16강에 올라갔다. A조의 1위를 차지한 국가는 덴마크로 승점 7점을 획득하였고, 이어 세네갈이 5점으로 2위를 차지하였다. 2점밖에 획득하지 못한 우루과이는 전 대회 우승팀이자 승점 1점으로 조 최하위를 차지한 프랑스와 함께 탈락하였다.
B조의 스페인은 경쟁국 슬로베니아, 파라과이 (각각 광주와 전주에서)를 3 – 1로, 대전에서 남아프리카 공화국을 3 – 2로 이기고 획득할 수 있는 최고의 승점을 획득한 유이한 국가가 되었다. 파라과이는 서귀포에서 열린 처녀출전국 슬로베니아를 막판 결승골에 힘입어 3 – 1로 잡고 남아프리카 공화국과 골득실차에서 동률을 만들었다. (양팀은 4점으로 승점 동률을 이루었고, 부산에서 열린 서로간의 1차전 경기에서 2 – 2로 비겼다.) 그 결과, 6골을 득점해 더 많은 골을 득점한 파라과이가, 5골을 넣은 남아프리카 공화국을 제치고 16강에 극적으로 합류하였다.
C조의 브라질도 옆조의 스페인처럼 3전전승을 거두었는데, 이들은 울산에서 튀르키예를 2 – 1로, 중국을 4 – 0으로, 그리고 코스타리카를 수원에서 5 – 2로 제압했다. 브라질과 함께 다음 라운드에 진출한 국가는 터키로, 코스타리카와 승점 4점으로 동률을 이루었으나 (양팀은 인천에서 1-1로 비겼다.) 골득실차에서 우위를 점했다. 보라 밀루티노비치 (5번의 FIFA 월드컵에서 모두 다른 국가를 지도하였다.) 가 이끄는 중국은 승점을 획득하기는커녕 단 1골도 득점하지 못하였다.
공동 개최국 대한민국은 D조에서 폴란드, 미국, 그리고 포르투갈과 한조에 들어갔고, 이들 4팀은 서로 혈전을 벌였다. 대한민국은 폴란드와 부산에서 첫 경기를 치렀으며, 대한민국은 황선홍과 유상철의 골로 2 – 0 완승으로 첫 FIFA 월드컵 승리를 쟁취하였다. 미국은 그 다음날 수원에서 포르투갈을 3 – 2로 손쉽게 제압하는 경이로운 결과를 냈다. 대한민국은 미국과 대구에서 결전을 펼쳤고, 양팀 골키퍼인 이운재와 브래드 프리델이 모두 훌륭한 활약을 펼치며 1 – 1로 비겨 승점을 나누어 가져갔다. 조별 리그 최종전은 인천 (포르투갈-대한민국) 과 대전 (폴란드-미국)에서 동시에 열렸고, 대한민국은 70분에 터진 박지성의 골에 힘입어 포르투갈을 귀국시켰고(물론 골을 넣든 안 넣든 동시간대 폴란드가 미국을 3대0으로 이기고 있는 상황이라 16강은 사실상 정해진 상황), 폴란드는 미국과의 경기에서 3 – 1로 완승을 거두어 유종의 미로 대회를 마무리했다. 그 결과 대한민국은 승점 7점을 적립해 사상 처음으로 조 1위까지 차지하였고, 미국은 승점 4점으로 그 뒤를 따라갔다. 승점을 3점씩 가져간 포르투갈과 폴란드는 각각 조 3위와 4위를 차지했다.
E조에 속한 독일은 사우디아라비아, 아일랜드, 그리고 카메룬을 차례로 상대하였다. 아일랜드와 카메룬은 니가타에서 열린 E조 첫경기에서 1 – 1로 서로 비겼고, 독일은 삿포로에서 사우디아라비아 진영을 8 – 0으로 해체하였다. 이바라키에서 벌어진 2차전에서 독일은 미로슬라프 클로제의 19분 선제골에 힘입어 1 – 0으로 앞서나갔으나, 후반 인저리타임 2분에 집중력 부족으로 로비 킨에게 동점골을 실점해 비겼다. 사우디아라비아는 사이타마에서 카메룬을 상대로 후반에 사뮈엘 에토에게 실점하고 0 – 1로 패해 일찌감치 대회에서 탈락하였다. E조 최종전에서 독일은 시즈오카에서 마르코 보데와 미로슬라프 클로제의 연속골에 힘입어 2 – 0으로 승리해 카메룬을 돌려보내고, 아일랜드는 요코하마에서 로비 킨, 게리 브린, 그리고 데이미언 더프의 연속골로 사우디아라비아를 3 – 0으로 제압하였다. 독일은 7점으로 조 1위를 차지하였고, 아일랜드가 승점 5점으로 그 뒤를 이었으며, 카메룬은 승점 4점으로 탈락하였고, 사우디아라비아는 승점은 고사하고 무득점 12실점으로 대회를 꼴찌로 마무리했다.
아르헨티나, 나이지리아, 잉글랜드, 그리고 스웨덴이 포진한 F조는 "죽음의 조"라는 꼬리표가 붙었다. 아르헨티나는 이바라키에서 열린 조별 리그 1차전에서 가브리엘 바티스투타가 후반전에 터뜨린 결승골로 나이지리아를 1 – 0으로 이겼고, 사이타마에서는 잉글랜드와 스웨덴이 솔 캠벨과 니클라스 알렉산데르손이 나란이 골을 터뜨려 1 – 1로 비겼다. 스웨덴과 나이지리아는 이어지는 고베에서의 2차전에 서로 맞붙었고, 줄리어스 아가호와에게 선제골을 얻어 맞았으나, 헨릭 라르손이 2골을 터뜨려 나이지리아를 2 – 1로 역전시켜 탈락시켰다. 한편 삿포로에서는 잉글랜드가 데이비드 베컴의 페널티킥으로 아르헨티나를 1 – 0으로 꺾었다. F조 최종전에서 스웨덴은 아르헨티나와 미야기에서 1 – 1로 비겼고, 잉글랜드와 나이지리아는 오사카에서 득점 없이 비겼다. 스웨덴과 잉글랜드는 각각 승점 5점으로 나란히 1위, 2위를 차지해 F조에서 생존하였고, 승점 4점에 그친 아르헨티나는 그리하지 못하였으며, 나이지리아는 승점 1점으로 조 최하위였다.
이탈리아, 에콰도르, 크로아티아, 그리고 멕시코는 G조에서 서로를 맞닥뜨렸다. 니가타에서 G조 첫 경기가 벌어졌는데, 멕시코가 콰우테모크 블랑코의 페널티킥에 힘입어 크로아티아를 상대로 1 – 0 승리를 거두었다. 같은날 밤 삿포로에서는 이탈리아가 처녀출전국 에콰도르에 크리스티안 비에리의 2골로 2 – 0 완승을 거두었다. 이후, 이바라키에서 이탈리아와 크로아티아가 한판 승부를 벌였고, 크로아티아는 이탈리아를 상대로 2 – 1 역전승을 거두었다. 다음날 미야기에서는 멕시코가 에콰도르에 결정적인 2 – 1 승리를 거두었다. G조 최종전에서 멕시코와 이탈리아가 오이타에서 1 – 1로 비겼고, 에콰도르는 요코하마에서 크로아티아를 1 – 0으로 꺾어 FIFA 월드컵 첫 승을 맛보았다. 멕시코는 승점 7점으로 G조를 선두로 끝냈고, 이탈리아는 4점으로 간신히 살아남았다. 승점 3점을 획득한 크로아티아와 에콰도르는 각각 조 3위와 4위로 탈락하였다.
H조에는 또다른 공동개최국 일본이 벨기에, 러시아, 그리고 튀니지가 경합하였다. 일본은 사이타마에서 벨기에를 상대로 2 – 2로 비겨 첫 승점을 수확하였고, 러시아는 고베에서 튀니지를 2 – 0으로 제압하였다. 이후 일본은 요코하마에서 이나모토 준이치의 후반전 결승골로 러시아에 1 – 0으로 이겨 첫 FIFA 월드컵 승리를 거두었고, 벨기에는 오이타에서 튀니지와 1 – 1로 비겨 발목이 잡혔다. H조 최종전에서 일본은 오사카에서 튀니지에 2 – 0의 무난한 승리를 거두었고, 벨기에는 시즈오카에서 러시아를 3-2로 잡고 극적으로 생존하였다. 일본은 승점 7점으로 조 1위를 차지하였고, 벨기에는 5점을 확보해 다음 라운드 진출에 성공하였다. 러시아는 승점 3점, 튀니지는 1점으로 탈락하였다.

### 16강전과 8강전
16강전은 서귀포에서 독일이 올리버 뇌빌의 결승골로 파라과이에 1 – 0 신승을 거두는 것으로 막이 올랐다. 잉글랜드는 니가타에서 덴마크를 3 – 0으로 완파하였는데, 3골 모두 전반전에 터졌다. 스웨덴과 세네갈은 오이타에서 접전을 벌였고, 정규시간을 1 – 1로 마치고 앙리 카마라가 연장전에 골든골로 경기를 끝내 세네갈의 2 – 1 승리를 견인하였다. 수원에서는 스페인과 아일랜드가 경쟁하였고, 스페인은 경기시간 대부분을 1 – 0로 앞서다가 로비 킨에게 페널티킥을 얻어맞아 1 – 1로 정규시간을 끝내 연장전까지 뛰었고, 결국 승부차기까지 가서 3 – 2로 이겼다. 미국은 브라이언 맥브라이드와 랜던 도너번의 릴레이골에 힘입어 CONCACAF의 숙적 멕시코를 전주에서 2 – 0으로 완파하였다. 브라질은 히바우두의 중거리 발리슛과 호나우두의 역습 마무리로 고베에서 벨기에를 2 – 0으로 격파하였다. 터키는 미야기에서 위밋 다발라의 12분 결승골로 1 – 0으로 이겨 공동개최국 일본의 행진을 멈추었다. 다른 공동개최국 대한민국은 대전에서 이탈리아의 비에리에게 선제골을 내주었으나 후반 43분 설기현의 극적인 왼발 동점골로 연장전까지 승부를 펼쳤고 117분에 안정환의 골든골로 경기를 끝냈다. 골닷컴은 이 경기를 대한민국이 수많은 오심의 덕을 보아 승리했다고 보도했다. 대한민국이 8강행 막차에 오르면서 FIFA 월드컵 역사상 처음으로 유럽, 북아메리카, 남아메리카, 아프리카, 그리고 아시아 대륙의 국가들이 같은 대회의 8강에 이름을 동시에 올렸다.
8강에서 브라질은 잉글랜드와 시즈오카에서 경합하였고, 호나우지뉴가 데이비드 시먼의 머리를 넘기는 프리킥을 후반전이 시작한지 얼마 되지 않아 성공시켜 경기를 2 – 1로 뒤집었다. 독일은 울산에서 39분에 터진 미하엘 발라크의 결승골로 미국을 1 – 0으로 침몰시켰고, 49분에 토르스텐 프링스가 골라인에서 공을 손으로 친 것에 대해 미국이 페널티킥을 요청하여 논란을 야기했으나, 주심은 이를 선언하지 않았다. 대한민국은 광주에서 열린 스페인과의 경기에서 또 다른 논란의 경기를 펼쳤고, 120분 동안 득점 없이 비겼고, 승부차기에서 스페인의 4번째 키커 호아킨의 실축으로 5 – 3으로 이겼다. 스페인은 두 차례 득점했다고 주장했지만 이미 주심이 먼저 호루라기를 불었기 때문에 취소되었다. 개최국은 AFC 소속 국가로는 처음으로 FIFA 월드컵 준결승전에 오르면서 종전의 1966년 대회에서 8강에 올랐던 북한을 제쳤다. 나머지 8강전에서는 터키가 오사카에서 세네갈을 상대로 93분에 일한 만스즈의 골든골로 승리를 쟁취했다.

### 준결승전, 3위 결정전, 결승전
준결승전은 두 경기 모두 1 – 0의 접전이었다. 서울에서 열린 첫 준결승전에서는 독일이 미하엘 발락의 결승골로 대한민국에 승리하였다. 그러나, 발락은 득점 4분전에 옐로 카드를 받는 바람에 경고 누적으로 결승전에 출전하지 못하게 되었다. 사이타마에서 열린 그 다음날 경기에서는 호나우두가 후반전 시작과 함께 자신의 대회 6호골을 득점하였고, C조에서 싸우고 재회한 터키를 또다시 꺾었다.
대구에서 벌어진 3위 결정전에서 터키는 하칸 쉬퀴르가 상대의 킥오프를 가로채 10.8초만에 선제골을 기록하였고, 이는 FIFA 월드컵 역사상 역대 최단시간 득점이었다. 최종적으로 터키는 대한민국을 3 – 2로 이기고 대회 3위를 차지했다.
일본 요코하마에서 열린 결승전에서, 호나우두의 두 골을 앞세운 브라질이 독일을 이기고 FIFA 월드컵 정상을 탈환했다. 호나우두는 후반전에서 12분 간격으로 두골을 뽑아내었고, 경기 후, 8골로 대회 득점왕에 올랐다. 브라질은 통산 5번째 FIFA 월드컵 우승으로, FIFA 월드컵 역대 최다 우승국의 지위를 확고히 하였다. 브라질은 1986년의 아르헨티나 이래 토너먼트전에서 한 번도 승부차기까지 가지 않고 우승한 국가가 되었으며, 1986년 대회 이후 (1982년에 승부차기가 도입되었으나 토너먼트전은 4경기에 불과했다.) 승부차기로 승부가 결정난 경기 수가 역대 최저 (2경기)였다. 브라질은 1970년 이래 FIFA 월드컵 본선에서 전승으로 우승한 국가가 되었고, FIFA 월드컵 우승국 역대 최고 골득실차 (+14)의 기록도 세웠다. 브라질의 주장 카푸는 3번의 FIFA 월드컵 결승전에 연속 출전하는 최초의 선수로 기록되었고, 자국의 대표로 우승 트로피를 받았다.

## 입장권 판매 문제
본래 한국에 배정된 입장권은 매진되었고, 조직위원회는 4월 말까지 해외로 배당된 입장권 판매를 완료하였다. 그러나, 개막전에 빈 좌석이 현저히 보이는 것으로 밝혀졌다. 결국 월드컵 입장권 판매국 (WCTB) 가 아직 팔리지 않은 입장권을 갖고 있다는 것이 추후 밝혀졌다. FIFA가 이 입장권을 풀기로 하자 일본 월드컵 조직위원회에서 미야기의 일본 vs 터키 경기를 중심으로 전화판매를 하였으나, 양쪽 모두 매진이 아닌 것으로 확인했고, 700석가량이 비었다.

## 개최 도시 및 경기장
대한민국과 일본은 대회 개최를 위해 각각 10개의 경기장씩 마련하였고, 이들 대부분은 대회를 앞두고 신축된 경기장이었다. A조부터 D조까지의 경기는 대한민국에서, E조에서 H조까지의 경기는 일본에서 열렸다.
| 대한민국                                                                      | 대한민국                                                                                   | 대한민국                                                                                   | 대한민국                                                                     |
| 서울                                                                          | 부산                                                                                       | 인천                                                                                       | 울산                                                                         |
| ----------------------------------------------------------------------------- | ------------------------------------------------------------------------------------------ | ------------------------------------------------------------------------------------------ | ---------------------------------------------------------------------------- |
| 서울월드컵경기장                                                              | 부산아시아드주경기장                                                                       | 인천문학경기장                                                                             | 울산문수축구경기장                                                           |
| 북위 37° 34′ 05.6″ 동경 126° 53′ 50.5″ / 북위 37.568222° 동경 126.897361°     | 북위 35° 11′ 24.0″ 동경 129° 03′ 29.6″ / 북위 35.190000° 동경 129.058222°                  | 북위 37° 26′ 6.5″ 동경 126° 41′ 26.9″ / 북위 37.435139° 동경 126.690806°                   | 북위 35° 32′ 35.9″ 동경 129° 15′ 23.17″ / 북위 35.543306° 동경 129.2564361°  |
| 수용인원: 63,961명                                                            | 수용인원: 55,982명                                                                         | 수용인원: 52,179명                                                                         | 수용인원: 43,550명                                                           |
|                                                                               |                                                                                            |                                                                                            |                                                                              |
| 대구                                                                          | 서울부산인천울산대구수원광주전주서귀포대전2002년 FIFA 월드컵(대한민국)                     | 서울부산인천울산대구수원광주전주서귀포대전2002년 FIFA 월드컵(대한민국)                     | 수원                                                                         |
| 대구월드컵경기장                                                              | 서울부산인천울산대구수원광주전주서귀포대전2002년 FIFA 월드컵(대한민국)                     | 서울부산인천울산대구수원광주전주서귀포대전2002년 FIFA 월드컵(대한민국)                     | 수원월드컵경기장                                                             |
| 북위 35° 49′ 47.2″ 동경 128° 41′ 25.1″ / 북위 35.829778° 동경 128.690306°     | 서울부산인천울산대구수원광주전주서귀포대전2002년 FIFA 월드컵(대한민국)                     | 서울부산인천울산대구수원광주전주서귀포대전2002년 FIFA 월드컵(대한민국)                     | 북위 37° 17′ 10.6″ 동경 127° 2′ 12.8″ / 북위 37.286278° 동경 127.036889°     |
| 수용인원: 68,014명'                                                           | 서울부산인천울산대구수원광주전주서귀포대전2002년 FIFA 월드컵(대한민국)                     | 서울부산인천울산대구수원광주전주서귀포대전2002년 FIFA 월드컵(대한민국)                     | 수용인원: 43,188명                                                           |
|                                                                               | 서울부산인천울산대구수원광주전주서귀포대전2002년 FIFA 월드컵(대한민국)                     | 서울부산인천울산대구수원광주전주서귀포대전2002년 FIFA 월드컵(대한민국)                     |                                                                              |
| 광주                                                                          | 전주                                                                                       | 서귀포                                                                                     | 대전                                                                         |
| 광주월드컵경기장                                                              | 전주월드컵경기장                                                                           | 제주월드컵경기장                                                                           | 대전월드컵경기장                                                             |
| 북위 35° 08′ 01.2″ 동경 126° 52′ 29.5″ / 북위 35.133667° 동경 126.874861°     | 북위 35° 52′ 05.2″ 동경 127° 03′ 52.0″ / 북위 35.868111° 동경 127.064444°                  | 북위 33° 14′ 46.10″ 동경 126° 30′ 33.14″ / 북위 33.2461389° 동경 126.5092056°              | 북위 36° 21′ 54.5″ 동경 127° 19′ 30.6″ / 북위 36.365139° 동경 127.325167°    |
| 수용인원: 42,880명                                                            | 수용인원: 42,391명                                                                         | 수용인원: 42,256명                                                                         | 수용인원: 40,407명                                                           |
|                                                                               |                                                                                            |                                                                                            |                                                                              |
| 일본                                                                          |                                                                                            |                                                                                            |                                                                              |
| 요코하마                                                                      | 사이타마                                                                                   | 시즈오카                                                                                   | 오사카                                                                       |
| 요코하마 국제 종합 경기장                                                     | 사이타마 스타디움 2002                                                                     | 시즈오카 "에코파" 스타디움                                                                 | 나가이 스타디움                                                              |
| 북위 35° 30′ 36″ 동경 139° 36′ 23″ / 북위 35.51000° 동경 139.60639°           | 북위 35° 54′ 11.31″ 동경 139° 43′ 2.97″ / 북위 35.9031417° 동경 139.7174917°               | 북위 34° 44′ 35.60″ 동경 137° 58′ 13.81″ / 북위 34.7432222° 동경 137.9705028°              | 북위 34° 36′ 50″ 동경 135° 31′ 06″ / 북위 34.61389° 동경 135.51833°          |
| 수용인원: 70,000명                                                            | 수용인원: 63,000명                                                                         | 수용인원: 50,600명                                                                         | 수용인원: 50,000명                                                           |
|                                                                               |                                                                                            |                                                                                            |                                                                              |
| 미야기                                                                        | 요코하마사이타마시즈오카오사카미야기오이타니가타이바라키고베삿포로2002년 FIFA 월드컵(일본) | 요코하마사이타마시즈오카오사카미야기오이타니가타이바라키고베삿포로2002년 FIFA 월드컵(일본) | 오이타                                                                       |
| 미야기 스타디움                                                               | 요코하마사이타마시즈오카오사카미야기오이타니가타이바라키고베삿포로2002년 FIFA 월드컵(일본) | 요코하마사이타마시즈오카오사카미야기오이타니가타이바라키고베삿포로2002년 FIFA 월드컵(일본) | 오이타 스타디움                                                              |
| 북위 38° 20′ 07″ 동경 140° 57′ 01″ / 북위 38.33528° 동경 140.95028°           | 요코하마사이타마시즈오카오사카미야기오이타니가타이바라키고베삿포로2002년 FIFA 월드컵(일본) | 요코하마사이타마시즈오카오사카미야기오이타니가타이바라키고베삿포로2002년 FIFA 월드컵(일본) | 북위 33° 12′ 2″ 동경 131° 39′ 27″ / 북위 33.20056° 동경 131.65750°           |
| 수용인원: 49,000명                                                            | 요코하마사이타마시즈오카오사카미야기오이타니가타이바라키고베삿포로2002년 FIFA 월드컵(일본) | 요코하마사이타마시즈오카오사카미야기오이타니가타이바라키고베삿포로2002년 FIFA 월드컵(일본) | 수용인원: 43,000명                                                           |
|                                                                               | 요코하마사이타마시즈오카오사카미야기오이타니가타이바라키고베삿포로2002년 FIFA 월드컵(일본) | 요코하마사이타마시즈오카오사카미야기오이타니가타이바라키고베삿포로2002년 FIFA 월드컵(일본) |                                                                              |
| 니가타                                                                        | 이바라키                                                                                   | 고베                                                                                       | 삿포로                                                                       |
| 니가타 스타디움                                                               | 이바라키 현립 가시마 사커 스타디움                                                         | 고베 윙 스타디움                                                                           | 삿포로 돔                                                                    |
| 북위 37° 52′ 57.41″ 동경 139° 03′ 31.01″ / 북위 37.8826139° 동경 139.0586139° | 북위 35° 59′ 29.79″ 동경 140° 38′ 24.58″ / 북위 35.9916083° 동경 140.6401611°              | 북위 34° 39′ 24.28″ 동경 135° 10′ 8.28″ / 북위 34.6567444° 동경 135.1689667°               | 북위 43° 0′ 54.62″ 동경 141° 24′ 35.16″ / 북위 43.0151722° 동경 141.4097667° |
| 수용인원: 42,300명                                                            | 수용인원: 42,000명                                                                         | 수용인원: 42,000명                                                                         | 수용인원: 42,000명                                                           |
|                                                                               |                                                                                            |                                                                                            |                                                                              |

## 심판
2002년 FIFA 월드컵에는 각각 36명의 주심과 부심이 배정되었다.
| 주심 AFC - 김영주 - 알리 부지사임 - 가미카와 도루 - 루쥔 - 사드 카밀 알파들리 CAF - 모하메드 게자즈 - 코피 코지아 - 팔라 은도예 - 가말 알-간두르 - 무라드 다미 CONCACAF - 카를로스 바트레스 - 피터 프렌더개스트 - 펠리페 라모스 - 브라이언 홀 - 윌리암 마투스 CONMEBOL - 레네 오르투베 - 카를루스 이우제니우 시몽 - 앙헬 산체스 - 비론 모레노 - 오스카르 루이스 - 우발도 아키노 OFC - 마크 실드 UEFA - 키로스 바사라스 - 얀 페허레이프 - 테리에 하우게 - 킴 밀톤 닐센 - 마르쿠스 메르크 - 안데르스 프리스크 - 우르스 마이어 - 휴 댈러스 - 안토니오 로페스 니에토 - 류보시 미헬 - 피에를루이지 콜리나 - 그래엄 폴 - 비투르 멜루 페헤이라 - 질 베시에르 | 부심 AFC - 하이다르 콜레이트 - 마트 라짐 아왕 하마트 - 모하메드 사에드 - 알리 알-트라이피 - 비스바 크리시난 - 아우니 하사우네 - 코말레스와란 산카르 CAF - 드라만 단테 - 알리 토무상게 - 와기 파라그 - 브라이튼 무자미리 - 타우피크 아디엔기 CONCACAF - 커티스 찰스 - 블라디미르 페르난데스 - 엑토르 베르가라 - 마이클 라구나트 CONMEBOL - 조르지 올리베이라 - 호르헤 라탈리노 - 보메르 피에로 - 미겔 히아코무시 OFC - 폴 스미스 - 엘리스 도리리 UEFA - 야프 폴 - 옌스 라르센 - 하이너 뮐러 - 롤란트 판 닐런 - 유리 두파노프 - 레이프 린베리 - 이고르 슈람카 - 에곤 베로이터 - 필립 샤프 - 에브젠 암러 - 카를루스 마투스 - 마치에이 비에르즈보프스키 - 프레데리크 아르놀 - 셰켈리 페렌츠 |

대회 기간동안 심판의 판정에 논란이 수반되었다. 이탈리아-대한민국 경기의 판정에 대한 불만이 400,000건 접수되었고, ESPN은 10대 FIFA 월드컵 논란에 이를 선정하였다. 스페인-대한민국 경기에서 스페인 측은 호각 소리 이후에 골망을 가른 것을 골이라 주장했고, 이반 엘게라는 "도둑"이라 비판했고, 스페인 언론도 이에 동조해 "꿈을 앗아간 도둑"이라 비판했으나, FIFA는 단순한 인간적 오류일 뿐이라며 판정을 지지했다. 실제로 이탈리아-대한민국 경기에서 이탈리아 선수들은 몸싸움에서 수 차례 팔꿈치를 이용하였고, 이 중 크리스티안 비에리 선수는 김태영의 안면을 팔꿈치로 가격해 코뼈 골절의 부상을 입혔으나, 아무런 징계도 받지 않았다. 대한민국-스페인 경기에서는 경기가 20분도 채 되지 않은 시점에서 엔리케 로메로가 백태클로 김남일에게 부상을 입혔으나, 역시 아무런 조치도 취해지지 않았다.

## 선수 명단
이 대회 본선에 참가하는 32개국은 모두 기존의 22명에서 증가한 23명을 엔트리에 등록하였다. 23명의 선수들 중 골키퍼는 3명이어야 했다.

## 조별 리그
- 모든 시간은 한국 표준시와 일본 표준시를 따른다. (UTC+9)

| 우승 준우승 | 3위 4위 | 8강 16강 | 조별 리그 |

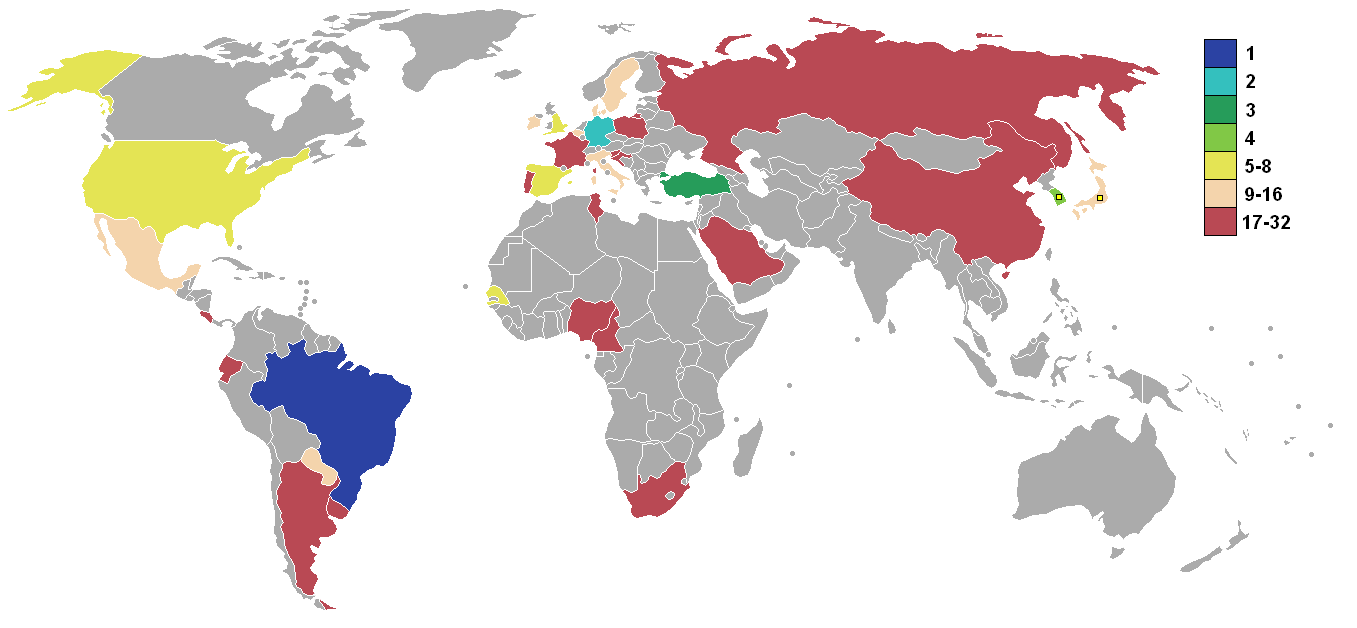
2002년 FIFA 월드컵 순위
우승
준우승
3위
4위
8강
16강
조별 리그

조별 리그는 A조에서 D조까지는 대한민국에서, E조부터 H조까지는 일본에서 치렀다.
다음 조별 리그 순위표에서 다음은 해당 의미를 포함한다:
- 경기 = 치른 경기 횟수
- 승 = 이긴 경기 수 (승리)
- 무 = 비긴 경기 수 (무승부)
- 패 = 진 경기 수 (패배)
- 득 = 득점 횟수
- 실 = 실점 횟수
- 차 = 골득실차
- 점 = 획득한 총 승점

| 조별 리그 범례 | 조별 리그 범례                    |
| -------------- | --------------------------------- |
|                | 조 1위와 2위가 16강전에 진출한다. |
|                | 조별 리그 탈락.                   |

### A조
전 대회 우승국 프랑스는 세네갈과 덴마크에 패배하고 무득점으로 A조에서 꼴등으로 탈락하였고, 프랑스를 이긴 두 팀은 두 차례 FIFA 월드컵을 우승한 전적이 있는 우루과이를 제치고 16강전이 열리는 일본으로 건너갔다. 그리고 프랑스는 2020년까지도 유일하게 무득점으로 조별 리그에서 탈락한 디펜딩 챔피언이라는 오명을 남겼다.
| 팀       | 경기 | 승 | 무 | 패 | 득 | 실 | 차 | 승점 |
| -------- | ---- | -- | -- | -- | -- | -- | -- | ---- |
| 덴마크   | 3    | 2  | 1  | 0  | 5  | 2  | +3 | 7    |
| 세네갈   | 3    | 1  | 2  | 0  | 5  | 4  | +1 | 5    |
| 우루과이 | 3    | 0  | 2  | 1  | 4  | 5  | −1 | 2    |
| 프랑스   | 3    | 0  | 1  | 2  | 0  | 3  | −3 | 1    |

| 2002년 5월 31일 |       |          |                          |
| 프랑스          | 0 – 1 | 세네갈   | 서울월드컵경기장, 서울   |
| 2002년 6월 1일  |       |          |                          |
| 우루과이        | 1 – 2 | 덴마크   | 울산문수축구경기장, 울산 |
| 2002년 6월 6일  |       |          |                          |
| 덴마크          | 1 – 1 | 세네갈   | 대구월드컵경기장, 대구   |
| 프랑스          | 0 – 0 | 우루과이 | 아시아드주경기장, 부산   |
| 2002년 6월 11일 |       |          |                          |
| 덴마크          | 2 – 0 | 프랑스   | 인천문학경기장, 인천     |
| 세네갈          | 3 – 3 | 우루과이 | 수원월드컵경기장, 수원   |

### B조
스페인은 일찌감치 16강행을 확정짓고 조별 리그 3경기를 모두 이겼고, 슬로베니아는 2득점을 얻었으나 승점은 1점도 확보하지 못하고 탈락하였다. 넬손 쿠에바스의 슬로베니아전 멀티골은 파라과이로 하여금 남아공보다 더 많은 득점을 기록하게 하여 16강전에 진출할 수 있게 하였다.
한편, 남아공은 B조 최종전에서 슬로베니아가 파라과이에 비기거나 승리했을 경우, 스페인에 패배했더라도 16강에 오를 수 있었으나, 본인들은 스페인에 2 – 3으로 지고, 슬로베니아마저 파라과이에 1 – 3으로 역전패를 당하면서 승점과 골득실에서 동률인 파라과이에 다득점에서 1점차로 밀려 아쉽게 16강 진출에 실패하였다.
| 팀                | 경기 | 승 | 무 | 패 | 득 | 실 | 차 | 승점 |
| ----------------- | ---- | -- | -- | -- | -- | -- | -- | ---- |
| 스페인            | 3    | 3  | 0  | 0  | 9  | 4  | +5 | 9    |
| 파라과이          | 3    | 1  | 1  | 1  | 6  | 6  | 0  | 4    |
| 남아프리카 공화국 | 3    | 1  | 1  | 1  | 5  | 5  | 0  | 4    |
| 슬로베니아        | 3    | 0  | 0  | 3  | 2  | 7  | −5 | 0    |

| 2002년 6월 2일    |       |                   |                          |
| 파라과이          | 2 – 2 | 남아프리카 공화국 | 아시아드주경기장, 부산   |
| 스페인            | 3 – 1 | 슬로베니아        | 광주월드컵경기장, 광주   |
| 2002년 6월 7일    |       |                   |                          |
| 스페인            | 3 – 1 | 파라과이          | 전주월드컵경기장, 전주   |
| 2002년 6월 8일    |       |                   |                          |
| 남아프리카 공화국 | 1 – 0 | 슬로베니아        | 대구월드컵경기장, 대구   |
| 2002년 6월 12일   |       |                   |                          |
| 남아프리카 공화국 | 2 – 3 | 스페인            | 대전월드컵경기장, 대전   |
| 슬로베니아        | 1 – 3 | 파라과이          | 제주월드컵경기장, 서귀포 |

### C조
브라질은 3경기를 모두 이기고 다음 라운드를 위해 일본으로 이동하였고, 그와 반대로 중국은 승점은커녕 득점도 올리지 못하고 3전 3패(0득점 9실점)를 당하며 C조 꼴찌로 탈락하였다. 코스타리카는 허술한 수비로 인해 골득실차에서 밀려 탈락하였고, 그에 따라 튀르키예가 조 2위를 차지하여 브라질과 함께 일본으로 이동하였다.
| 팀             | 경기 | 승 | 무 | 패 | 득 | 실 | 차 | 승점 |
| -------------- | ---- | -- | -- | -- | -- | -- | -- | ---- |
| 브라질         | 3    | 3  | 0  | 0  | 11 | 3  | +8 | 9    |
| 튀르키예       | 3    | 1  | 1  | 1  | 5  | 3  | +2 | 4    |
| 코스타리카     | 3    | 1  | 1  | 1  | 5  | 6  | −1 | 4    |
| 중화인민공화국 | 3    | 0  | 0  | 3  | 0  | 9  | −9 | 0    |

| 2002년 6월 3일  |       |                |                          |
| 브라질          | 2 – 1 | 튀르키예       | 울산문수축구경기장, 울산 |
| 2002년 6월 4일  |       |                |                          |
| 중화인민공화국  | 0 – 2 | 코스타리카     | 광주월드컵경기장, 광주   |
| 2002년 6월 8일  |       |                |                          |
| 브라질          | 4 – 0 | 중화인민공화국 | 제주월드컵경기장, 서귀포 |
| 2002년 6월 9일  |       |                |                          |
| 코스타리카      | 1 – 1 | 튀르키예       | 인천문학경기장, 인천     |
| 2002년 6월 13일 |       |                |                          |
| 코스타리카      | 2 – 5 | 브라질         | 수원월드컵경기장, 수원   |
| 튀르키예        | 3 – 0 | 중화인민공화국 | 서울월드컵경기장, 서울   |

### D조
미국은 포르투갈을 3 – 2로 손쉽게 제압하는 이변을 연출한 후, 대한민국과 비기고, 폴란드에 1 – 3으로 완패하였으나, 다음 라운드에 진출하는데 필요한 승점을 충분히 적립하였다. 1차전에서 미국에 2 – 3으로 패했던 포르투갈은 2차전에서 폴란드를 4 – 0으로 이겼으나, 3차전에서 대한민국에 0 – 1로 지면서 탈락하였다. 폴란드 또한 미국과의 최종전에서 1승을 거두었으나, 그렇게 최종 조별 리그에서 폴란드는 4위, 포르투갈은 3위로 조별리그를 마무리 하고 탈락 하였다.
| 팀       | 경기 | 승 | 무 | 패 | 득 | 실 | 차 | 승점 |
| -------- | ---- | -- | -- | -- | -- | -- | -- | ---- |
| 대한민국 | 3    | 2  | 1  | 0  | 4  | 1  | +3 | 7    |
| 미국     | 3    | 1  | 1  | 1  | 5  | 6  | −1 | 4    |
| 포르투갈 | 3    | 1  | 0  | 2  | 6  | 4  | +2 | 3    |
| 폴란드   | 3    | 1  | 0  | 2  | 3  | 7  | −4 | 3    |

| 2002년 6월 4일  |       |          |                            |
| 대한민국        | 2 – 0 | 폴란드   | 부산아시아드주경기장, 부산 |
| 2002년 6월 5일  |       |          |                            |
| 미국            | 3 – 2 | 포르투갈 | 수원월드컵경기장, 수원     |
| 2002년 6월 10일 |       |          |                            |
| 대한민국        | 1 – 1 | 미국     | 대구월드컵경기장, 대구     |
| 포르투갈        | 4 – 0 | 폴란드   | 전주월드컵경기장, 전주     |
| 2002년 6월 14일 |       |          |                            |
| 포르투갈        | 0 – 1 | 대한민국 | 인천문학경기장, 인천       |
| 폴란드          | 3 – 1 | 미국     | 대전월드컵경기장, 대전     |

### E조
사우디아라비아는 독일과의 1차전에서 0 – 8로 대패를 당한 것을 시작으로, 2차전에서는 카메룬에 0 – 1 패배, 3차전에서 아일랜드에 0 – 3으로 지면서 3전전패 무득점으로 12실점을 기록해 E조 꼴찌 및 대회 최하위(32위)로 탈락하였다. 독일은 카메룬을 2 – 0으로 누르고 조 1위로 토너먼트 16강전에 진출하였다. 아일랜드의 로비 킨은 이 FIFA 월드컵 대회 내내 독일을 상대로 득점에 성공한 유일한 선수였고, (다른 한명은 결승전에 조우한 브라질의 호나우두) 인저리 타임 동점골에 힘입어 아일랜드의 조 2위를 견인하였다.
| 팀             | 경기 | 승 | 무 | 패 | 득 | 실 | 차  | 승점 |
| -------------- | ---- | -- | -- | -- | -- | -- | --- | ---- |
| 독일           | 3    | 2  | 1  | 0  | 11 | 1  | +10 | 7    |
| 아일랜드       | 3    | 1  | 2  | 0  | 5  | 2  | +3  | 5    |
| 카메룬         | 3    | 1  | 1  | 1  | 2  | 3  | −1  | 4    |
| 사우디아라비아 | 3    | 0  | 0  | 3  | 0  | 12 | −12 | 0    |

| 2002년 6월 1일  |       |                |                                  |
| 아일랜드        | 1 – 1 | 카메룬         | 니가타 스타디움, 니가타          |
| 독일            | 8 – 0 | 사우디아라비아 | 삿포로 돔, 삿포로                |
| 2002년 6월 5일  |       |                |                                  |
| 독일            | 1 – 1 | 아일랜드       | 가시마 사커 스타디움, 이바라키   |
| 2002년 6월 6일  |       |                |                                  |
| 카메룬          | 1 – 0 | 사우디아라비아 | 사이타마 스타디움 2002, 사이타마 |
| 2002년 6월 11일 |       |                |                                  |
| 카메룬          | 0 – 2 | 독일           | 시즈오카 스타디움, 시즈오카      |
| 사우디아라비아  | 0 – 3 | 아일랜드       | 국제 경기장, 요코하마            |

### F조
우승후보 프랑스와 마찬가지로, 차기 우승후보로 꼽힌 아르헨티나 또한 3경기 모두 같은 전술로 일관하는 실쳑을 범한 것이 원인이 되어 스웨덴과의 조별 리그 최종전에서 스웨덴에게 전술을 간파당해 1 – 1로 비기며 조별 리그에서 살아남지 못했다. 이들은 2차전에서 잉글랜드에 0 – 1로 패배한 것으로 인해 다음 라운드로 진출하기 위해서는 반드시 승리가 필요했다. 스웨덴은 잉글랜드와 승점&골득실에서 동률을 이뤘으나 득점에서 앞서며 F조 1위를 차지하였고, 나이지리아는 잉글랜드와의 최종전을 치르기도 전에 이미 탈락했다.
| 팀         | 경기 | 승 | 무 | 패 | 득 | 실 | 차 | 승점 |
| ---------- | ---- | -- | -- | -- | -- | -- | -- | ---- |
| 스웨덴     | 3    | 1  | 2  | 0  | 4  | 3  | +1 | 5    |
| 잉글랜드   | 3    | 1  | 2  | 0  | 2  | 1  | +1 | 5    |
| 아르헨티나 | 3    | 1  | 1  | 1  | 2  | 2  | 0  | 4    |
| 나이지리아 | 3    | 0  | 1  | 2  | 1  | 3  | −2 | 1    |

| 2002년 6월 2일  |       |            |                                  |
| 아르헨티나      | 1 – 0 | 나이지리아 | 가시마 사커 스타디움, 이바라키   |
| 잉글랜드        | 1 – 1 | 스웨덴     | 사이타마 스타디움 2002, 사이타마 |
| 2002년 6월 7일  |       |            |                                  |
| 스웨덴          | 2 – 1 | 나이지리아 | 고베 윙 스타디움, 고베           |
| 아르헨티나      | 0 – 1 | 잉글랜드   | 삿포로 돔, 삿포로                |
| 2002년 6월 12일 |       |            |                                  |
| 스웨덴          | 1 – 1 | 아르헨티나 | 미야기 스타디움, 미야기          |
| 나이지리아      | 0 – 0 | 잉글랜드   | 나가이 스타디움, 오사카          |

### G조
멕시코는 조별 리그 처음 두 경기를 모두 이기고 무난히 다음 라운드에 진출하였다. 조별 리그 최종전에서 이탈리아는 에콰도르가 요코하마에서 크로아티아를 이겨준 덕에 그대로 16강에 합류했는데, 알레산드로 델 피에로가 멕시코와의 조별 리그 최종전에서 동점골을 득점했다. 그에 따라 크로아티아와 이들을 상대로 첫승을 거둔 FIFA 월드컵 데뷔국 에콰도르가 남았고, 승점을 3점씩 적립하는데 그친 그들은 각각 조 3위, 4위를 차지하였다.
| 팀         | 경기 | 승 | 무 | 패 | 득 | 실 | 차 | 승점 |
| ---------- | ---- | -- | -- | -- | -- | -- | -- | ---- |
| 멕시코     | 3    | 2  | 1  | 0  | 4  | 2  | +2 | 7    |
| 이탈리아   | 3    | 1  | 1  | 1  | 4  | 3  | +1 | 4    |
| 크로아티아 | 3    | 1  | 0  | 2  | 2  | 3  | −1 | 3    |
| 에콰도르   | 3    | 1  | 0  | 2  | 2  | 4  | −2 | 3    |

| 2002년 6월 3일  |       |            |                                |
| 크로아티아      | 0 – 1 | 멕시코     | 니가타 스타디움, 니가타        |
| 이탈리아        | 2 – 0 | 에콰도르   | 삿포로 돔, 삿포로              |
| 2002년 6월 8일  |       |            |                                |
| 이탈리아        | 1 – 2 | 크로아티아 | 가시마 사커 스타디움, 이바라키 |
| 2002년 6월 9일  |       |            |                                |
| 멕시코          | 2 – 1 | 에콰도르   | 미야기 스타디움, 미야기        |
| 2002년 6월 13일 |       |            |                                |
| 멕시코          | 1 – 1 | 이탈리아   | 오이타 스타디움, 오이타        |
| 에콰도르        | 1 – 0 | 크로아티아 | 국제 경기장, 요코하마          |

### H조
대한민국과 공동 개최국인 일본이 2승 1무로 조 1위를 차지했다. 벨기에 또한 러시아와의 최종전에서 멍군장군 경기 끝에 다음 라운드에 진출하였으나, 러시아와 튀니지는 각각 승점을 3점, 1점씩밖에 얻지 못하는데 그쳐 탈락하였다.
| 팀     | 경기 | 승 | 무 | 패 | 득 | 실 | 차 | 승점 |
| ------ | ---- | -- | -- | -- | -- | -- | -- | ---- |
| 일본   | 3    | 2  | 1  | 0  | 5  | 2  | +3 | 7    |
| 벨기에 | 3    | 1  | 2  | 0  | 6  | 5  | +1 | 5    |
| 러시아 | 3    | 1  | 0  | 2  | 4  | 4  | 0  | 3    |
| 튀니지 | 3    | 0  | 1  | 2  | 1  | 5  | −4 | 1    |

| 2002년 6월 4일  |       |        |                                  |
| 일본            | 2 – 2 | 벨기에 | 사이타마 스타디움 2002, 사이타마 |
| 2002년 6월 5일  |       |        |                                  |
| 러시아          | 2 – 0 | 튀니지 | 고베 윙 스타디움, 고베           |
| 2002년 6월 9일  |       |        |                                  |
| 일본            | 1 – 0 | 러시아 | 국제 경기장, 요코하마            |
| 2002년 6월 10일 |       |        |                                  |
| 튀니지          | 1 – 1 | 벨기에 | 오이타 스타디움, 오이타          |
| 2002년 6월 14일 |       |        |                                  |
| 튀니지          | 0 – 2 | 일본   | 나가이 스타디움, 오사카          |
| 벨기에          | 3 – 2 | 러시아 | 시즈오카 스타디움, 시즈오카      |

## 결선 토너먼트
결선 토너먼트에서 16강전, 8강전, 그리고 준결승전은 A조, C조, F조, 그리고 H조를 통과한 팀의 경우 일본에서 치렀고, B조, D조, E조, 그리고 G조를 통과한 팀들은 대한민국에서 치렀다. 3위 결정전은 대한민국의 대구에서, 결승전은 일본의 요코하마에서 열렸다.
|  | 16강전            | 16강전              |                     |       | 8강전      | 8강전      |                 |                 | 준결승전 | 준결승전 |  |  | 결승전 | 결승전 |
|  |                   |                     |                     |       |            |            |                 |                 |          |          |  |  |        |        |
|  | 6월 15일 - 서귀포 |                     |                     |       |            |            |                 |                 |          |          |  |  |        |        |
|  |                   |                     |                     |       |            |            |                 |                 |          |          |  |  |        |        |
|  | 독일              | 1                   |                     |       |            |            |                 |                 |          |          |  |  |        |        |
|  | 독일              | 1                   | 6월 21일 - 울산     |       |            |            |                 |                 |          |          |  |  |        |        |
|  | 파라과이          | 0                   |                     |       |            |            |                 |                 |          |          |  |  |        |        |
|  | 파라과이          | 0                   | 독일                | 1     |            |            |                 |                 |          |          |  |  |        |        |
|  | 6월 17일 - 전주   |                     | 독일                | 1     |            |            |                 |                 |          |          |  |  |        |        |
|  |                   | 미국                | 0                   |       |            |            |                 |                 |          |          |  |  |        |        |
|  | 멕시코            | 미국                | 0                   | 0     |            |            |                 |                 |          |          |  |  |        |        |
|  | 멕시코            |                     | 6월 25일 - 서울     | 0     |            |            |                 |                 |          |          |  |  |        |        |
|  | 미국              | 2                   |                     |       |            |            |                 |                 |          |          |  |  |        |        |
|  | 미국              | 2                   | 독일                | 1     |            |            |                 |                 |          |          |  |  |        |        |
|  | 6월 16일 - 수원   |                     | 독일                | 1     |            |            |                 |                 |          |          |  |  |        |        |
|  |                   | 대한민국            | 0                   |       |            |            |                 |                 |          |          |  |  |        |        |
|  | 스페인 (승)       | 대한민국            | 0                   | 1 (3) |            |            |                 |                 |          |          |  |  |        |        |
|  | 스페인 (승)       | 6월 22일 - 광주     |                     | 1 (3) |            |            |                 |                 |          |          |  |  |        |        |
|  | 아일랜드          | 1 (2)               |                     |       |            |            |                 |                 |          |          |  |  |        |        |
|  | 아일랜드          | 1 (2)               | 스페인              | 0 (3) |            |            |                 |                 |          |          |  |  |        |        |
|  | 6월 18일 - 대전   |                     | 스페인              | 0 (3) |            |            |                 |                 |          |          |  |  |        |        |
|  |                   | 대한민국 (승)       | 0 (5)               |       |            |            |                 |                 |          |          |  |  |        |        |
|  | 대한민국 (서)     | 대한민국 (승)       | 0 (5)               | 2     |            |            |                 |                 |          |          |  |  |        |        |
|  | 대한민국 (서)     |                     | 6월 30일 - 요코하마 | 2     |            |            |                 |                 |          |          |  |  |        |        |
|  | 이탈리아          | 1                   |                     |       |            |            |                 |                 |          |          |  |  |        |        |
|  | 이탈리아          | 1                   | 독일                | 0     |            |            |                 |                 |          |          |  |  |        |        |
|  | 6월 15일 - 니가타 |                     | 독일                | 0     |            |            |                 |                 |          |          |  |  |        |        |
|  |                   | 브라질              | 2                   |       |            |            |                 |                 |          |          |  |  |        |        |
|  | 덴마크            | 브라질              | 2                   | 0     |            |            |                 |                 |          |          |  |  |        |        |
|  | 덴마크            | 6월 21일 - 시즈오카 |                     | 0     |            |            |                 |                 |          |          |  |  |        |        |
|  | 잉글랜드          | 3                   |                     |       |            |            |                 |                 |          |          |  |  |        |        |
|  | 잉글랜드          | 3                   | 잉글랜드            | 1     |            |            |                 |                 |          |          |  |  |        |        |
|  | 6월 17일 - 고베   |                     | 잉글랜드            | 1     |            |            |                 |                 |          |          |  |  |        |        |
|  |                   | 브라질              | 2                   |       |            |            |                 |                 |          |          |  |  |        |        |
|  | 브라질            | 브라질              | 2                   | 3     |            |            |                 |                 |          |          |  |  |        |        |
|  | 브라질            |                     | 6월 26일 - 사이타마 | 3     |            |            |                 |                 |          |          |  |  |        |        |
|  | 벨기에            | 0                   |                     |       |            |            |                 |                 |          |          |  |  |        |        |
|  | 벨기에            | 0                   | 브라질              | 1     |            |            |                 |                 |          |          |  |  |        |        |
|  | 6월 16일 - 오이타 |                     | 브라질              | 1     |            |            |                 |                 |          |          |  |  |        |        |
|  |                   | 튀르키예            | 0                   |       | 3위 결정전 | 3위 결정전 |                 |                 |          |          |  |  |        |        |
|  | 스웨덴            | 튀르키예            | 0                   | 1     | 3위 결정전 | 3위 결정전 |                 |                 |          |          |  |  |        |        |
|  | 스웨덴            | 6월 22일 - 오사카   | 6월 22일 - 오사카   | 1     |            |            | 6월 29일 - 대구 | 6월 29일 - 대구 |          |          |  |  |        |        |
|  | 세네갈 (서)       | 6월 22일 - 오사카   | 6월 22일 - 오사카   | 2     |            |            | 6월 29일 - 대구 | 6월 29일 - 대구 |          |          |  |  |        |        |
|  | 세네갈 (서)       | 세네갈              | 0                   | 2     | 대한민국   | 2          |                 |                 |          |          |  |  |        |        |
|  | 6월 18일 - 미야기 | 세네갈              | 0                   |       | 대한민국   | 2          |                 |                 |          |          |  |  |        |        |
|  |                   | 튀르키예 (서)       | 1                   |       | 튀르키예   | 3          |                 |                 |          |          |  |  |        |        |
|  | 일본              | 튀르키예 (서)       | 1                   | 0     | 튀르키예   | 3          |                 |                 |          |          |  |  |        |        |
|  | 일본              |                     |                     | 0     |            |            |                 |                 |          |          |  |  |        |        |
|  | 튀르키예          | 1                   |                     |       |            |            |                 |                 |          |          |  |  |        |        |
|  | 튀르키예          | 1                   |                     |       |            |            |                 |                 |          |          |  |  |        |        |

### 16강전
| 독일     | 1 – 0  | 파라과이 |
| -------- | ------ | -------- |
| 뇌빌 88′ | 리포트 |          |

| 덴마크 | 0 – 3  | 잉글랜드                            |
| ------ | ------ | ----------------------------------- |
|        | 리포트 | 퍼디낸드 5′ · 오언 22′ · 헤스키 44′ |

| 스웨덴     | 1 – 2 (서든데스 연장전) | 세네갈              |
| ---------- | ----------------------- | ------------------- |
| 라르손 11′ | 리포트                  | H. 카마라 37′, 104′ |

| 스페인                                         | 1 – 1 (서든데스 연장전) | 아일랜드                                  |
| ---------------------------------------------- | ----------------------- | ----------------------------------------- |
| 모리엔테스 8′                                  | 리포트                  | 로비 킨 90′ (페널티)                      |
| 승부차기                                       |                         |                                           |
| 이에로 · 바라하 · 후안프란 · 발레론 · 멘디에타 | 3 – 2                   | 로비 킨 · 홀랜드 · 코널리 · 킬베인 · 피넌 |

| 멕시코 | 0 – 2  | 미국                       |
| ------ | ------ | -------------------------- |
|        | 리포트 | 맥브라이드 8′ · 도너번 65′ |

| 브라질                      | 2 – 0  | 벨기에 |
| --------------------------- | ------ | ------ |
| 히바우두 67′ · 호나우두 87′ | 리포트 |        |

| 일본 | 0 – 1  | 튀르키예    |
| ---- | ------ | ----------- |
|      | 리포트 | 위밋 D. 12′ |

| 대한민국                 | 2 – 1 (서든데스 연장전) | 이탈리아   |
| ------------------------ | ----------------------- | ---------- |
| 설기현 88′ · 안정환 117′ | 리포트                  | 비에리 18′ |

### 8강전
| 잉글랜드 | 1 – 2  | 브라질                          |
| -------- | ------ | ------------------------------- |
| 오언 23′ | 리포트 | 히바우두 45+2′ · 호나우지뉴 50′ |

| 독일       | 1 – 0  | 미국 |
| ---------- | ------ | ---- |
| 발라크 39′ | 리포트 |      |

| 스페인                          | 0 – 0 (서든데스 연장전) | 대한민국                                   |
| ------------------------------- | ----------------------- | ------------------------------------------ |
|                                 | 리포트                  |                                            |
| 승부차기                        |                         |                                            |
| 이에로 · 바라하 · 차비 · 호아킨 | 3 – 5                   | 황선홍 · 박지성 · 설기현 · 안정환 · 홍명보 |

| 세네갈 | 0 – 1 (서든데스 연장전) | 튀르키예 |
| ------ | ----------------------- | -------- |
|        | 리포트                  | 일한 94′ |

### 준결승전
| 독일       | 1 – 0  | 대한민국 |
| ---------- | ------ | -------- |
| 발라크 75′ | 리포트 |          |

| 브라질       | 1 – 0  | 튀르키예 |
| ------------ | ------ | -------- |
| 호나우두 49′ | 리포트 |          |

### 3위 결정전
| 대한민국                 | 2 – 3  | 튀르키예                   |
| ------------------------ | ------ | -------------------------- |
| 이을용 9′ · 송종국 90+3′ | 리포트 | 하칸 Ş. 1′ · 일한 13′, 32′ |

### 결승전
| 독일 | 0 – 2  | 브라질            |
| ---- | ------ | ----------------- |
|      | 리포트 | 호나우두 67′, 79′ |

## 우승국
| 2002년 FIFA 월드컵 |
| ------------------ |
| 브라질 5번째 우승  |

## 통계

### 득점 선수
호나우두는 8골을 득점하여 이 대회의 득점왕에 올랐다. 도합하여 109명의 선수들이 161골을 터뜨렸다.
8골
- 호나우두

5골
| - 미로슬라프 클로제 | - 히바우두 |  |

4골
| - 욘 달 토마손 | - 크리스티안 비에리 |  |

3골
| - 미하엘 발라크 - 마르크 빌모츠 - 파파 부바 디오프 | - 헨리크 라르손 - 라울 - 페르난도 모리엔테스 | - 로비 킨 - 일한 만스즈 - 파울레타 |

2골
| - 하레드 보르헤티 - 랜던 도너번 - 브라이언 맥브라이드 - 호나우지뉴 - 안정환 | - 앙리 카마라 - 페르난도 이에로 - 이나모토 준이치 - 마이클 오언 | - 로날드 고메스 - 위밋 다발라 - 하산 샤슈 - 넬손 쿠에바스 |

1골
| - 줄리어스 아가호와 - 시야봉가 놈베테 - 루카스 라데베 - 베니 매카시 - 테보호 모코에나 - 퀸턴 포춘 - 박지성 - 설기현 - 송종국 - 유상철 - 이을용 - 황선홍 - 데니스 로메달 - 올리버 뇌빌 - 토마스 링케 - 마르코 보데 - 올리버 비어호프 - 베른트 슈나이더 - 카르스텐 양커 - 블라디미르 베스차스트니흐 - 드미트리 시초프 - 발레리 카르핀 - 예고르 티토프 - 콰우테모크 블랑코 - 헤라르도 토라도 - 클린트 매시스 - 존 오브라이언 | - 베슬러이 송크 - 요앙 왈랭 - 페터르 판 데르 헤이던 - 에드미우송 - 주니오르 - 호베르투 카를루스 - 살리프 디아오 - 칼릴루 파디가 - 안데르스 스벤손 - 니클라스 알렉산데르손 - 가이스카 멘디에타 - 후안 카를로스 발레론 - 세바스티안 시미로티치 - 밀렌코 아치모비치 - 가브리엘 바티스투타 - 에르난 크레스포 - 데이미언 더프 - 게리 브린 - 매트 홀랜드 - 아구스틴 델가도 - 에디손 멘데스 - 알바로 레코바 - 다리오 로드리게스 - 리차르드 모랄레스 - 디에고 포를란 - 알레산드로 델 피에로 | - 나카타 히데토시 - 모리시마 히로아키 - 스즈키 다카유키 - 데이비드 베컴 - 솔 캠벨 - 리오 퍼디낸드 - 에밀 헤스키 - 사뮈엘 에토 - 파트리크 음보마 - 마우리시오 라이트 - 파울로 완초페 - 윈스톤 파르크스 - 밀란 라파이치 - 이비차 올리치 - 라우프 부자이엔 - 뷜렌트 코르크마즈 - 엠레 벨뢰졸루 - 하칸 쉬퀴르 - 프란시스코 아르세 - 호르헤 캄포스 - 로케 산타 크루스 - 베투 - 후이 코스타 - 이매뉴얼 올리사데베 - 마르친 제브와코프 - 파베우 크리샤워비치 |

자책골
| - 제프 어구스 (포르투갈전) | - 카를레스 푸욜 (파라과이전) | - 조르즈 코스타 (미국전) |

출처: FIFA

### 도움 기록
미하엘 발라크가 4도움으로 최다 도움을 기록하였다.
4도움
- 미하엘 발라크

3도움
| - 베른트 슈나이더 - 크리스티안 치게 | - 하비에르 데 페드로 | - 데이비드 베컴 |

2도움
| - 이을용 - 이영표 - 예스페르 그룅키에르 - 에릭 판 메이르 - 주니오르 | - 클레베르송 - 호나우지뉴 - 앙리 카마라 | - 프란체스코 토티 - 스테벤 브리세 - 하산 샤슈 |

1도움
| - 조지프 요보 - 시야봉가 놈베테 - 퀸턴 포춘 - 마르틴 예르겐센 - 스티 퇴프팅 - 미로슬라프 클로제 - 토르스텐 프링스 - 알렉산드르 케르자코프 - 라몬 모랄레스 - 콰우테모크 블랑코 - 에디 루이스 - 클린트 매시스 - 토니 사네 - 존 오브라이언 - 조시 울프 - 브랑코 스트루파르 - 요앙 왈랭 - 에드미우송 - 카푸 | - 히바우두 - 칼릴루 파디가 - 안데르스 스벤손 - 카를레스 푸욜 - 호아킨 - 밀렌코 아치모비치 - 후안 세바스티안 베론 - 스티브 스턴톤 - 게리 켈리 - 나이얼 퀸 - 매트 홀랜드 - 울리세스 데 라 크루스 - 아구스틴 델가도 - 파블로 가르시아 - 크리스티아노 도니 - 빈첸초 몬텔라 - 야나기사와 아쓰시 - 오노 신지 - 이치카와 다이스케 | - 니키 버트 - 사뮈엘 에토 - 제레미 - 로날드 고메스 - 마우리시오 라이트 - 로베르트 야르니 - 니코 코바치 - 이을드라이 바쉬튀르크 - 에르귄 펜베 - 위밋 다발라 - 일한 만스즈 - 하칸 쉬퀴르 - 프란시스코 아르세 - 데니스 카니사 - 누누 카푸슈 - 루이스 피구 - 주앙 핀투 - 마레크 코지민스키 - 야체크 크지누베크 |

출처: FIFA

### 개인 수상
| 골든 슈  | 골든 볼   | 골든 글러브 | 최우수 신인 선수 | FIFA 페어 플레이 트로피 | 최고의 인기 팀 |
| -------- | --------- | ----------- | ---------------- | ----------------------- | -------------- |
| 호나우두 | 올리버 칸 | 올리버 칸   | 랜던 도너번      | 벨기에                  | 대한민국       |

1 올리버 칸은 FIFA 월드컵 역사상 최초의 골든 볼 수상 골키퍼이다.

### 올스타 팀
출처:
| 골키퍼                    | 수비수                                                         | 미드필더                                                   | 공격수                                              |
| ------------------------- | -------------------------------------------------------------- | ---------------------------------------------------------- | --------------------------------------------------- |
| 올리버 칸 뤼슈튀 레치베르 | 솔 캠벨 페르난도 이에로 홍명보 알파이 외잘란 호베르투 카를루스 | 미하엘 발라크 클라우디오 레이나 히바우두 호나우지뉴 유상철 | 엘 하지 디우프 미로슬라프 클로제 호나우두 하산 샤슈 |

## 최종 순위
대회 종료 후, FIFA는 2002년 FIFA 월드컵 본선에 참가한 팀들의 진출 라운드와 결과를 상대적으로 반영한 최종 순위표를 발표하였다.
월드컵 최종 서열 순위
| 순                 | 팀                | 조 | 전 | 승 | 무 | 패 | 득 | 실 | 차  | 점 |
| ------------------ | ----------------- | -- | -- | -- | -- | -- | -- | -- | --- | -- |
| 1                  | 브라질            | C  | 7  | 7  | 0  | 0  | 18 | 4  | +14 | 21 |
| 2                  | 독일              | E  | 7  | 5  | 1  | 1  | 14 | 3  | +11 | 16 |
| 3                  | 튀르키예          | C  | 7  | 4  | 1  | 2  | 10 | 6  | +4  | 13 |
| 4                  | 대한민국          | D  | 7  | 3  | 2  | 2  | 8  | 6  | +2  | 11 |
| 8강전에서 탈락     |                   |    |    |    |    |    |    |    |     |    |
| 5                  | 스페인            | B  | 5  | 3  | 2  | 0  | 10 | 5  | +5  | 11 |
| 6                  | 잉글랜드          | F  | 5  | 2  | 2  | 1  | 6  | 3  | +3  | 8  |
| 7                  | 세네갈            | A  | 5  | 2  | 2  | 1  | 7  | 6  | +1  | 8  |
| 8                  | 미국              | D  | 5  | 2  | 1  | 2  | 7  | 7  | 0   | 7  |
| 16강전에서 탈락    |                   |    |    |    |    |    |    |    |     |    |
| 9                  | 일본              | H  | 4  | 2  | 1  | 1  | 5  | 3  | +2  | 7  |
| 10                 | 덴마크            | A  | 4  | 2  | 1  | 1  | 5  | 5  | 0   | 7  |
| 11                 | 멕시코            | G  | 4  | 2  | 1  | 1  | 4  | 4  | 0   | 7  |
| 12                 | 아일랜드          | E  | 4  | 1  | 3  | 0  | 6  | 3  | +3  | 6  |
| 13                 | 카메룬            | F  | 4  | 1  | 2  | 1  | 5  | 5  | 0   | 5  |
| 14                 | 벨기에            | H  | 4  | 1  | 2  | 1  | 6  | 7  | −1  | 5  |
| 15                 | 이탈리아          | G  | 4  | 1  | 1  | 2  | 5  | 5  | 0   | 4  |
| 16                 | 스웨덴            | B  | 4  | 1  | 1  | 2  | 6  | 7  | −1  | 4  |
| 조별 리그에서 탈락 |                   |    |    |    |    |    |    |    |     |    |
| 17                 | 남아프리카 공화국 | B  | 3  | 1  | 1  | 1  | 5  | 5  | 0   | 4  |
| 18                 | 파라과이          | F  | 3  | 1  | 1  | 1  | 2  | 2  | 0   | 4  |
| 19                 | 코스타리카        | C  | 3  | 1  | 1  | 1  | 5  | 6  | −1  | 4  |
| 20                 | 아르헨티나        | E  | 3  | 1  | 1  | 1  | 2  | 3  | −1  | 4  |
| 21                 | 포르투갈          | D  | 3  | 1  | 0  | 2  | 6  | 4  | +2  | 3  |
| 22                 | 러시아            | H  | 3  | 1  | 0  | 2  | 4  | 4  | 0   | 3  |
| 23                 | 크로아티아        | G  | 3  | 1  | 0  | 2  | 2  | 3  | −1  | 3  |
| 24                 | 에콰도르          | G  | 3  | 1  | 0  | 2  | 2  | 4  | −2  | 3  |
| 25                 | 폴란드            | D  | 3  | 1  | 0  | 2  | 3  | 7  | −4  | 3  |
| 26                 | 우루과이          | A  | 3  | 0  | 2  | 1  | 4  | 5  | −1  | 2  |
| 27                 | 나이지리아        | F  | 3  | 0  | 1  | 2  | 1  | 3  | −2  | 1  |
| 28                 | 프랑스            | A  | 3  | 0  | 1  | 2  | 0  | 3  | −3  | 1  |
| 29                 | 튀니지            | H  | 3  | 0  | 1  | 2  | 1  | 5  | −4  | 1  |
| 30                 | 슬로베니아        | B  | 3  | 0  | 0  | 3  | 2  | 7  | −5  | 0  |
| 31                 | 중화인민공화국    | C  | 3  | 0  | 0  | 3  | 0  | 9  | −9  | 0  |
| 32                 | 사우디아라비아    | E  | 3  | 0  | 0  | 3  | 0  | 12 | −12 | 0  |

## 매체

### 스폰서십
2002년 FIFA 월드컵의 공식 스폰서는 두 분류로 나뉘었다: FIFA 월드컵 스폰서와 대한민국 / 일본 국가대표팀 스폰서.
| FIFA 월드컵 스폰서 | 대한민국 국가대표팀 스폰서                                       | 일본 국가대표팀 스폰서                                                                              |
| --- | ---------------------------------------------------------------- | --------------------------------------------------------------------------------------------------- |
| - 어바이어 - 아디다스 - 버드와이저 - 코카-콜라 - 후지 제록스 - 후지필름 - 현대-기아 - 질레트 - JVC - 마스터카드 - 맥도날드 - 필립스 - 도시바 - 야후! - 듀라셀 - 브라운 | - 현대해상화재보험 - KCC - KB국민은행 - KT - 대한항공 - 롯데호텔 | - 아사히 신문 - 닛폰 생명보험 - 일본전신전화 - 닛신식품 - 노무라 증권 - 도쿄전력 - 도쿄 해상 홀딩스 |

### 방송사
- 대한민국 - 지상파 3사 (KBS, MBC, SBS)
- 일본 - 재팬 컨소시엄 (NHK, 민영 상업 방송 5사)
- 미국 - ABC, ESPN
- 영국 - BBC
- 프랑스 - TF1
- 독일 - ZDF, ARD

## 공식 음악

### 공식 주제가
- 그리스의 작곡가 반젤리스(Vangelis)가 대회의 공식 음악의 작곡 담당자였으며(급하게 만듦), 음반 Anthem을 만들었다. 이 곡 연주에 대한민국의 음악가와 일본의 음악가들이 참여하였다.

### 국제 타이틀 송
- 미국의 가수 아나스타샤가 부른 국제 타이틀 송은 Boom이다.

### 로컬 타이틀 송
- 한일 양국의 대표 가수가 참여하였다. 대한민국의 가수는 남성듀오 브라운아이즈의 나얼과 윤건, 그리고 가수 박정현이, 일본은 남성듀오 케미스트리와 가수 소웰루가 참여하였다. 로컬 타이틀 송은 Let's Get Together Now이다.

## 군악대 및 성악가·가수 행사 참여
한국팀이 출전하는 경기에서는 상대국 국가 가수와 한국의 성악가가 초청되어 현지 군부대 군악대의 취주악 반주에 맞춰서 해당국 국가와 애국가를 독창했다. 초청된 해외 가수는 터키전만 남성 가수가, 나머지는 여성 가수들이 초청되었는데 한국인에게 잘 알려진 세계적인 가수들이 상대국 국가의 가수로 초청되었으며, 미국전은 한·미 친선의 의미로 한국인 소프라노 가수가 초청되어 미국 국가를 독창했다.
- 터키전 : 제 2군 본부사령실 군악대(반주), 타르칸(터키 국가), 테너 심송학 교수(애국가)
- 독일전 : 수도방위사령부 군악대(반주), 가수 안나 마리아 칸프만(독일 국가), 바리톤 최현수 교수 (애국가)
- 스페인전 : 군악대 행사 미참여. 가수 없음.
- 이탈리아전 : 국방부 군악대(반주), 엘레나 보넬리(이탈리아 국가), 테너 김영석(애국가)
- 포르투갈전 : 17사단 군악대(반주), 파두가수 마리자 두스 헤이스 누느스(포루투갈 국가), 테너 장원상 교수(애국가)
- 미국전 : 제2군 본부사령실 군악대(반주), 소프라노 정경주(미국 국가), 테너 심송학 교수(애국가)
- 폴란드전 : 53사단 군악대(육군)/해군 군악대 (반주), 에디아 구르니아크(폴란드 국가), 부산대학교 교수 성악가 조영수 교수(애국가)

## 문화 행사
2002년 FIFA 월드컵을 앞두고 FIFA가 주최한 공식 문화 행사는 "바람의 시" 서울월드컵경기장 인근의 난지천 공원에서 열렸으며, 바람의 시 행사는 5월 29일부터 6월 25일까지 FIFA 월드컵의 성공을 기원하고 축제 분위기를 조성하기 위해 진행되었다. 깃발미술축제에서, 세계적인 예술가들이 참가해 손수 깃발을 그렸고, 화합을 추구하고 해외 손님들을 반기기 위한 분위기를 조성했다. (2002년 깃발미술축제 조직위원회)

## 기타
- 월드컵 기간동안 대한민국의 주요 범죄율이 11.6%정도 감소된 것으로 나타났다. 특히 한국팀 경기가 있는 날의 범죄는 30.8%가량 줄어들었으며 특히 8강전인 한국과 스페인의 경기가 열린 날에는 56.7%정도 감소되었다.[69][70]

## 같이 보기
- 아디다스 피버노바 – 공인구
- 2002년 FIFA 월드컵 공식 음반